# Petrorossia latifrons
Petrorossia latifrons är en tvåvingeart som beskrevs av Mario Bezzi 1925. Petrorossia latifrons ingår i släktet Petrorossia och familjen svävflugor.
Artens utbredningsområde är Egypten. Inga underarter finns listade i Catalogue of Life.